# LOVE MISSILE
 LOVE MISSILE（ラヴ ミサイル）は日本のバンド。愛称・略称は ラヴミ。1990年代に活躍した和製グラムロック・バンド。
THE YELLOW MONKEY・すかんち・マルコシアス・バンプとともに日本の“グラムロック四天王”と称された。カブキロックスの青木秀麻呂として活動していた青木秀樹が自身の音楽性追求のために結成した。青木には「グラムロックの本質をさらけだしたバンドを作ろう」という思いがあった。
バンド名の由来はSigue Sigue Sputnik（ジグジグスパトニック）のアルバムタイトル。理由は「勢いとフェロモンを感じたから」。

## プロフィール
- 1990年12月結成。メンバーは廣野麗香（Vo & Gu）、青木秀樹（Gu）、高津政宏（Ba）、栗田卓展（Dr）
- 1991年4月21日、インディーズより4曲入りミニアルバム『LOVE MISSILE』発表。*ミニアルバム発表後、高津政宏（Ba）が脱退。大谷正敏（Ba）が加入。*青木はKABUKI ROCKSを正式に脱退。
- 1年のライヴ活動後、1992年4月23日、シングル「涙のラストキッス」で日本クラウンよりメジャーデビュー。このシングル曲はプロモーション・ビデオが製作された。
- 1992年5月21日、ファーストアルバム『First Kiss』発表。

メジャーデビュー時メンバー
廣野麗香（Vo & Gu）、青木秀樹（Gu）、大谷正敏（Ba）、栗田卓展（Dr）
- 1992年5月～6月と11月～12月の2回にわたって全国ライヴハウスツアーを行う。
- 1992年10月21日、2nd シングル「この胸のときめきを」発表。このシングル曲にもプロモーション・ビデオが製作された。この頃からは衣装がシックな英国紳士風に変化。
- 1993年3月21日、3rd シングル「お別れのKissからもうー度やりなおそう」発表。
- 1993年4月21日、2nd アルバム『Believe』発表。
- 1994年2月21日、4th シングル「I Want You」発表。
- 1994年3月21日、3rd アルバム『Illusion』発表。
- 1994年3月のFan Club限定ライヴを最後に栗田卓展（Dr）＆大谷正敏（Ba）のリズム隊が脱退。LOVE MISSILEは青木と廣野ユニット形式となる。
- 1994年5月、Hysteric GlamorとKABUKI ROCKSで活動を共にした井上晴雄（Dr）とBran New-Loverの浅山喜平太（Ba）が加入。4曲入りデモテープを制作。
- 1995年1月のライヴでバンド活動の休止を発表。

## ディスコグラフィ

### シングル
- 涙のラストキッス（1stシングル）CRDP-32 1992年4月23日発売/CRSP-32 1992年8月21日発売

1. 涙のラストキッス
2. Crazy Moon
3. 涙のラストキッス（カラオケ）
4. Crazy Moon（カラオケ） ※CRSP-32のみ

- この胸のときめきを（2ndシングル）CRDP-51 1992年10月21日発売

1. この胸のときめきを
2. 特別な夜 特別な君

- お別れのKissからもう一度やりなおそう（3rdシングル）CRDP-65 1993年3月21日発売

1. お別れのKissからもう一度やりなおそう
2. Believe

- I Want You（4thシングル）CRDP-87 1994年2月21日発売

1. I Want You
2. Sunshine Love
3. I Want You（カラオケ）
4. Sunshine Love（カラオケ）

### アルバム
- LOVE MISSILE（ミニアルバム）FWCR-7 1991年4月21日発売

1. Bye Bye Yesterday
2. Love Me Do
3. 夜間水泳
4. やみつきに御用心

- First Kiss （メジャーデビュー・アルバム）CRCP-20037 1992年5月21日発売

1. 眠れぬロマンティック
2. 涙のラストキッス
3. Angel Baby
4. Come On
5. Tell Me
6. Foolish Lover
7. 愛の夜間飛行
8. Taste of Honey
9. こわれたオモチャ
10. ピエロ
11. Don't Worry Woman
12. Crazy Moon

- Believe （2nd アルバム）CRCP-20059 1993年4月21日発売

1. 口唇に微笑みを
2. ロザリー
3. 悲しきメロディ
4. お別れのKissからもうー度やりなおそう
5. Believe
6. リンゴどろぼう
7. ALL MY LOVE
8. Lady
9. 哀愁セプテンバー
10. 特別な夜 特別な君

- Illusion （3rd アルバム）CRCP-20092 1994年3月21日発売

1. MY LADY
2. I Want You
3. チーブスリルな純愛ストーリー
4. Dream On
5. 忘れたくない
6. LOVE SONGS

## タイアップ一覧
| 年     | 曲名               | タイアップ                                        |
| ------ | ------------------ | ------------------------------------------------- |
| 1992年 | この胸のときめきを | テレビ朝日系『The Game City』エンディング・テーマ |

## その後
- 青木は音楽プロデューサー＆作曲家として活躍。 TOKIO等への楽曲提供もしている。2000年末、長年構想を温めてきた青木秀樹プロジェクトLOVE ME DO (バンド)を立ち上げる。
- 2001年４月からライヴ活動を開始。LOVE MISSILEの楽曲は現在、青木秀樹プロジェクトLOVE ME DOのライヴ・レパートリーとして引き継がれている。